# Запис Живановића крушка (Драгољ)
Запис Живановића крушка (Драгољ) се налази на парцели чији је власник Живановић Радован.

## Локација
| Општина             | Горњи Милановац                                                             |
| Катастарска општина | Драгољ                                                                      |
| Потес               | Раковац                                                                     |
| Координате          | 44° 12′ 59″ С; 20° 26′ 45″ И / 44.216500000000003° С; 20.445900000000002° И |
| Надморска висина    | 336m                                                                        |

## Карактеристике
Дендрометријске вредности утврђене на терену и сателитским снимцима:
| Стабло                     | крушка |
| Висина стабла              | m      |
| Обим дебла                 | m      |
| Пречник крошње             | 12m    |
| Пречник дебла              | m      |
| Висина дебла до прве гране | m      |

## База записа
Запис је у оквиру Викимедија пројекта "Запис - Свето дрво" заведен под редним бројем 0972.